# لينا أندرسون (كاتبة)
لينا أندرسون (بالسويدية: Lena Andersson)‏ هي ناقدة أدبية وصحفية وكاتِبة سويدية، ولدت في 18 أبريل 1970 في ستوكهولم في السويد.